# Lady Jane (film, 1986)
Pour les articles homonymes, voir Lady Jane (homonymie).
Pour plus de détails, voir Fiche technique et Distribution.
Lady Jane est un film britannique réalisé par Trevor Nunn, sorti en 1986, qui relate l'histoire de Jeanne Grey et de son mari Guilford Dudley.

## Synopsis
À la mort de son père Henri VIII, Édouard VI accède au trône, mais il est à la fois très jeune et malade. Pressentant la mort prochaine du jeune roi, et désirant garder le royaume sous la religion protestante, John Dudley, Lord président du Conseil, s'arrange avec Lady Frances Brandon, la mère de Jeanne Grey, pour organiser un mariage de cette dernière avec son fils Guilford. En effet Jeanne est héritière du trône si les demi-sœurs d'Édouard Marie et Élisabeth sont écartées de la succession.
Jeanne refuse d'abord ce mariage de convenances, mais après avoir vécu un peu ensemble les deux jeunes gens finissent par tomber très amoureux l'un de l'autre. La révolte de Guilford contre la pauvreté séduit Jeanne. En effet, avant même de savoir que son épouse deviendrait reine, Guilford lui fait part de son indignation (en s'adressant à sa qualité de cousine du roi), quant au fait que leurs pères respectifs venaient de priver des paysans de leurs terres (en chassant des moines catholiques de leurs monastères, allouant des terres de leurs domaines aux paysans), les réduisant ainsi à la mendicité. 
Peu avant qu'Édouard ne meure, Dudley lui fait signer un acte écartant ses demi-sœurs et indiquant Jeanne comme héritière du trône. Jeanne devient reine, mais finalement elle n'est pas la marionnette qu'espérait Dudley.  Durant le court règne de Jeanne (neuf jours), le jeune couple s'attelle à lutter contre la pauvreté (en ordonnant notamment la restitution de terres d'anciens monastères aux paysans), à bannir les châtiments corporels envers les enfants à l'école, à ordonner la fondation d'écoles pour les enfants pauvres qui en sont privés, et à restaurer l'argent comme métal de la monnaie, pour lui redonner sa réelle valeur.   
Marie Tudor refuse d'être écartée du trône et lève des troupes. Après seulement quelques jours, les troupes dirigées par Dudley sont battues et le Conseil privé se place du côté de Marie et fait emprisonner Jeanne et Guildford.
Le père de Jeanne, Henry Grey, tente de restaurer sa fille sur le trône, mais il échoue. La reine Marie, poussée par l'ambassadeur d'Espagne qui lui dit que son mariage avec Philippe II ne pourra  se faire qu'à cette condition, finit par faire exécuter les deux jeunes gens.

## Fiche technique
- Titre original : Lady Jane
- Réalisation : Trevor Nunn
- Scénario : David Edgar, d'après une histoire de Chris Bryant
- Direction artistique : Fred Carter, Martyn Hebert
- Décors : Harry Cordwell
- Costumes : Sue Blane, David Perry
- Photographie : Derek V. Browne, Douglas Slocombe
- Son : Roy Charman
- Montage : Anne V. Coates
- Musique : Stephen Oliver
- Production : Peter Snell
- Production associée : Ted Lloyd
- Société de production : Paramount Pictures, Capital Equipment Leasing
- Société de distribution : Paramount Pictures
- Pays de production :  Royaume-Uni
- Langue originale : anglais
- Format : couleur (Technicolor) — 35 mm — 1,85:1 — son Dolby
- Genre : film historique
- Durée : 142 minutes
- Date de sortie :
  - Royaume-Uni : 7 février 1986

## Distribution
- Helena Bonham Carter (VF : Claire Guyot) : Lady Jane Grey
- Cary Elwes (VF : Thierry Ragueneau) : Guilford Dudley
- John Wood (VF : Georges Berthomieu) : John Dudley (1er duc de Northumberland)
- Jill Bennett (VF : Rolande Forest) : Mrs. Ellen, la dame de compagnie de Jeanne
- Sara Kestelman (VF : Jacqueline Porel) : Frances Brandon (Duchesse de Suffolk), la mère de Jeanne
- Patrick Stewart (VF : Jean Berger) : Henry Grey (1er duc de Suffolk), le père de Jeanne
- Jane Lapotaire (VF : Jocelyne Darche) : Marie Tudor
- Warren Saire (VF : Alexandre Gillet) : Édouard VI
- Michael Hordern (VF : Georges Aubert) : Docteur Feckenham, le médecin d'Édouard

Source et légende: Version française (VF) sur Voxofilm